# Le Seigneur de la guerre
Pour les articles homonymes, voir Seigneurs de guerre (homonymie).
Pour plus de détails, voir Fiche technique et Distribution.
Le Seigneur de la guerre (The War Lord) est un film américain réalisé par Franklin J. Schaffner sorti en 1965.
Les acteurs principaux sont Charlton Heston (Chrysagon de la Cruex), Richard Boone (Bors), Rosemary Forsyth (Bronwyn), Guy Stockwell (Draco de la Cruex), James Farentino (Marc), Henry Wilcoxon (prince frison).

## Synopsis
Dans la Normandie du XIe siècle, le chevalier Chrysagon de la Cruex (dont le père autrefois capturé par le chef des Frisons lors d'une attaque avait perdu les terres de sa famille à la suite d'une demande de rançon) reçoit un fief avec pour mission de son suzerain Normand, le duc de Gent, de le défendre avec ses quelques compagnons de guerre (dont son jeune frère, Draco, et le fidèle Bors, homme d'armes d'expérience et peu bavard qui veille sur lui depuis sa jeunesse). Ce fief, loin d'être un paradis, est une région côtière et marécageuse faisant l'objet de raids réguliers de leurs voisins frisons et habitée par des Celtes restés païens malgré les apparences. Dans un premier temps, les habitants sont ravis de cette nouvelle protection.
Cependant, Chrysagon, bien que soucieux de rendre justice et d'administrer son fief avec équité, finit par provoquer le soulèvement de ses nouveaux serfs, non en voulant appliquer son droit de cuissage, ce qu'ils acceptent faute de pouvoir faire autrement, mais en gardant la jeune et belle épouse, la blonde Bronwyn, dont il s'éprend malgré lui, au lieu de la rendre au mari, Marc, le fils du chef celte. Chrysagon se met alors en tort et entraîne aussi la désapprobation de son frère qui n'admet pas cette mésalliance. Il doit en même temps défendre, avec ses hommes d'armes et son fidèle Bors, son nouveau fief contre les raids des pirates frisons, lesquels sont d'autant plus acharnés à sa perte qu'il a capturé sans le savoir le fils de leur chef. Les Celtes ainsi que le bouffon fourbe du Chevalier profitant de cette attaque se sont ralliés aux Frisons. Découvrant cette félonie, Draco tue alors le bouffon en lui décochant une flèche depuis le haut du rempart. Ayant jeté leurs dernières forces dans cette bataille, Chrysagon et sa troupe seront sauvés par Draco, parti chercher des renforts auprès de son suzerain. Cependant, Draco, en apprenant au Duc que son frère a provoqué une révolte des paysans à cause d'une jeune Celte, s'est fait attribuer le fief. À l'issue de la bataille contre les Frisons, Chrysagon tuera Draco malgré lui, lors d'un duel provoqué par ce dernier.
Dans la dernière partie du film, Chrysagon échappe aussi de justesse à la vengeance du mari bafoué, Marc, grâce à son fidèle Bors qui tue celui-ci en le saisissant à cheval et le projetant contre une souche. À l'issue de la bataille, Chrysagon a beaucoup perdu : la confiance du Duc, ce qui correspond à la perte de son honneur et de son fief, mais aussi son frère qui semblait être son dernier lien familial. Cependant, il a gagné l'amour de Bronwyn qui est désormais bannie par les siens. Il conserve aussi la confiance et le respect de ses fidèles compagnons d'armes qui reconnaissent toujours en lui leur vrai seigneur. Dans un élan de magnanimité, il décide de rendre le jeune prince frison à son père. Celui-ci, reconnaissant, oublie leur rivalité passée et lui offre hospitalité et richesse. Chrysagon décline l'offre pour lui-même mais décide de l'accepter pour sa compagne afin de la sauver de la vindicte des Celtes. Rassuré sur l'avenir de Bronwyn, il décide de prendre la chemin de Gent en compagnie de Bors afin d'implorer la clémence du Duc qu'il avait jusque-là, et avec succès, fidèlement servi.

## Fiche technique
Sauf indication contraire, les informations mentionnées dans cette section peuvent être confirmées par la base de données cinématographiques IMDb,  présente dans la section « Liens externes ».
- Titre : Le Seigneur de la guerre
- Titre original : The War Lord
- Réalisation : Franklin J. Schaffner
- Scénario : John Collier, Millard Kaufman, d'après la pièce de théâtre The Lovers de Leslie Stevens
- Conseiller technique : Vittorio Nino Novarese
- Musique : Jerome Moross
- Photographie : Russell Metty
- Direction artistique : Alexander Golitzen
- Montage : Folmar Blangsted
- Production : Walter Seltzer
- Sociétés de production : Court Productions, Fraser Productions et Universal Pictures
- Société de distribution : Universal Pictures
- Pays de production :  États-Unis
- Langue originale : anglais
- Genre : drame, historique
- Format : couleur (Technicolor) — 2,35:1 (Panavision) — 35 mm — monophonique (Westrex Recording System)
- Durée : 122 minutes
- Date de sortie : 
  - États-Unis : 17 novembre 1965
- Tous publics en France

## Distribution
Sauf indication contraire, les informations mentionnées dans cette section peuvent être confirmées par la base de données cinématographiques IMDb,  présente dans la section « Liens externes ».
- Charlton Heston  (V.F : Raymond Loyer) : Chrysagon de la Cruex
- Richard Boone  (V.F : Claude Bertrand) : Bors
- Rosemary Forsyth  (V.F : Janine Freson) : Bronwyn, la jeune mariée
- Niall MacGinnis  (V.F : Emile Duard) : Odins
- Guy Stockwell (V.F : Georges Aminel) : Draco
- Henry Wilcoxon : le chef frison
- James Farentino : Marc
- Maurice Evans : le prêtre
- Woodrow Parfrey : Piet
- Michael Conrad : Rainault
- Belle Mitchell : une vieille femme
- John Alderson : Holbracht

## Commentaires
Ce film est l'un des plus exacts sur le Moyen Âge, malgré le nom curieux de son héros. Il présente une époque n'ayant pas grand prestige (les films sur le Moyen Âge s'intéressent plutôt à la période XIVe – XVe siècles, beaucoup plus chatoyante). Cependant, le minuscule château (en fait une simple tour de guet en pierre) confié au héros est extrêmement réaliste et représentatif des donjons ou mottes féodales de l'époque, celle où la féodalité était encore en train de se constituer et d'établir ses règles. La mentalité du temps est très bien restituée. Le scénario prend cependant des libertés avec l'histoire, en sous-entendant notamment que les nobles Normands du 11e sont chrétiens à la différence de la population locale d'origine Gallo-Romaine mêlée aux Francs qui leur est soumise, laquelle continuerait à pratiquer le druidisme comme plus d'un millénaire auparavant. Or, la Gaule a pleinement fait partie de Rome cinq siècles durant. Ses habitants ont à ce titre été christianisés plus de 500 ans avant les Vikings, de qui descendait la noblesse normande du XIe siècle. Autre liberté importante prise avec la réalité historique, le droit de cuissage, auquel plus un historien sérieux ne croit.
Les costumes et l'ambiance semi-païenne correspondent bien à tout ce qu'on a pu reconstituer sur ce temps, ainsi que la modestie des effectifs combattants engagés. Les scènes de bataille sont probablement parmi les plus réalistes du cinéma.
Époque peu connue du grand public, absence de décors grandioses, moyens modestes, histoire simple mais à références non évidentes pour les non-spécialistes, le film, malgré ses qualités (ou au contraire à cause d'elles), n'a pas connu un grand succès.